# Перелік громад, що змінили церковну юрисдикцію з УПЦ (МП) на ПЦУ (2025)
Це список релігійних громад, що перейшли з УПЦ (МП) до ПЦУ у 2025 році. Жирним виділені громади, перереєстровані офіційно.
| №    | Населений пункт        | Область          | Назва громади                                        | Дата переходу | Примітки       |
| ---- | ---------------------- | ---------------- | ---------------------------------------------------- | ------------- | -------------- |
| 1836 | м. Чернівці            | Чернівецька      | Церква Покрови Богородиці                            | 04.01.25      |                |
| 1837 | с. Дубове              | Чернівецька      | Церква Святої Трійці                                 | 12.01.25      |                |
| 1838 | с. Жукин               | Київська         | Церква Святого Миколи                                | 12.01.25      |                |
| 1839 | с. Сербо-Слобідка      | Житомирська      | Церква Параскеви Сербської                           | 14.01.25      | Без настоятеля |
| 1840 | с. Стара Котельня      | Житомирська      | Церква Чуда Архистратига Михайла                     | 14.01.25      | Без настоятеля |
| 1841 | с. Комарівці           | Чернівецька      | Церква Успіння Богородиці                            | 19.01.25      |                |
| 1842 | с. Новокостянтинів     | Хмельницька      | Церква Успіння Богородиці                            | 25.01.25      |                |
| 1843 | с-ще Довбиш            | Житомирська      | Церква Введення Богородиці                           | 25.01.25      | Без настоятеля |
| 1844 | с. Мар'янівка          | Київська         | Церква Святого Архистратига Михаїла                  | 26.01.25      |                |
| 1845 | с. Підзахаричі         | Чернівецька      | Церква Василя Великого                               | 26.01.25      |                |
| 1846 | с. Дубівці             | Чернівецька      | Церква Успіння Богородиці                            | 26.01.25      |                |
| 1847 | м. Лубни               | Полтавська       | Церква Покрови Богородиці                            | 30.01.25      |                |
| 1848 | с. Малятинці           | Чернівецька      | Церква Святого Миколи                                | 01.02.25      |                |
| 1849 | с. Верхні Станівці     | Чернівецька      | Церква Святого Миколи                                | 02.02.25      |                |
| 1850 | с. Дахталія            | Вінницька        | Церква Дмитра Солунського                            | 02.02.25      |                |
| 1851 | м. Заставна            | Чернівецька      | Церква Різдва Богородиці                             | 03.02.25      |                |
| 1852 | с. Усть-Путила         | Чернівецька      | Церква Параскеви Сербської                           | 04.02.25      |                |
| 1853 | м. Сторожинець         | Чернівецька      | Церква Юрія Переможця                                | 09.02.25      |                |
| 1854 | м. Сторожинець         | Чернівецька      | Церква Архангелів Михайла та Гаврила                 | 09.02.25      |                |
| 1855 | с-ще Глибока           | Чернівецька      | Церква Покрови Богородиці                            | 14.02.25      |                |
| 1856 | с-ще Глибока           | Чернівецька      | Церква Воздвиження Хреста Господнього                | 14.02.25      |                |
| 1857 | с. Спаська             | Чернівецька      | Церква Івана Сучавського                             | 16.02.25      |                |
| 1858 | м. Чернівці            | Чернівецька      | Кафедральний собор Святого Духа                      | 16.02.25      |                |
| 1859 | м. Чернівці            | Чернівецька      | Церква Святого Миколи                                | 16.02.25      |                |
| 1860 | м. Чернівці            | Чернівецька      | Церква святих першоверховних апостолів Петра і Павла | 16.02.25      |                |
| 1861 | с. Любиковичі          | Рівненська       | Церква Святої Трійці                                 | 16.02.25      | Без настоятеля |
| 1862 | с. Білятичі            | Рівненська       | Церква Святого Миколи                                | 16.02.25      | Без настоятеля |
| 1863 | с. Ріпки               | Хмельницька      | Церква Казанської ікони                              | 16.02.25      | Без настоятеля |
| 1864 | с. Старий Вовчинець    | Чернівецька      | Церква Різдва Богородиці                             | 23.02.25      |                |
| 1865 | с. Панка               | Чернівецька      | Церква Дмитра Солунського                            | 23.02.25      |                |
| 1866 | с. Новаки              | Полтавська       | Церква Вознесіння Господнього                        | 27.02.25      |                |
| 1867 | с. Роги                | Черкаська        | Церква Івана Богослова                               | 28.02.25      |                |
| 1868 | с. Ставчани            | Чернівецька      | Церква Святого Михайла                               | 28.02.25      | Без настоятеля |
| 1869 | с. Великі Низгірці     | Житомирська      | Церква Параскеви П'ятниці                            | 28.02.25      | Без настоятеля |
| 1870 | с-ще Кельменці         | Чернівецька      | Церква Святого Михайла                               | 01.03.25      | Без настоятеля |
| 1871 | с-ще Кельменці         | Чернівецька      | Церква Почаївської ікони                             | 01.03.25      | Без настоятеля |
| 1872 | м. Хотин               | Чернівецька      | Церква Покрови Богородиці                            | 01.03.25      | Без настоятеля |
| 1873 | м. Хотин               | Чернівецька      | Церква Святого Миколи                                | 01.03.25      | Без настоятеля |
| 1874 | с. Старі Бросківці     | Чернівецька      | Церква святих першоверховних апостолів Петра і Павла | 02.03.25      | Без настоятеля |
| 1875 | c. Старі Бросківці     | Чернівецька      | Церква Параскеви Сербської                           | 02.03.25      | Без настоятеля |
| 1876 | с. Яблунівка           | Чернігівська     | Церква Святої Катерини                               | 02.03.25      |                |
| 1877 | м. Бровари             | Київська         | Церква святих першоверховних апостолів Петра і Павла | 13.03.25      |                |
| 1878 | с. Піщане              | Черкаська        | Церква Святої Трійці                                 | 13.03.25      |                |
| 1879 | с. Заболоття           | Чернівецька      | Церква Пророка Іллі                                  | 16.03.25      |                |
| 1880 | с. Вирка               | Рівненська       | Церква Івана Богослова                               | 16.03.25      |                |
| 1881 | с. Махаринці           | Вінницька        | Церква Успіння Богородиці                            | 18.03.25      |                |
| 1882 | м. Черкаси             | Черкаська        | Церква ікони «Неопалима Купина»                      | 19.03.25      |                |
| 1883 | с. Лисанівці           | Хмельницька      | Церква Дмитра Солунського                            | 20.03.25      |                |
| 1884 | м. Біла Церква         | Київська         | Церква Пантелеймона Цілителя                         | 21.03.25      |                |
| 1885 | с. Дашківці            | Хмельницька      | Церква Александра Невського                          | 21.03.25      |                |
| 1886 | с. Керстенці           | Чернівецька      | Церква Преображення Господнього                      | 23.03.25      |                |
| 1887 | м. Кропивницький       | Кіровоградська   | Церква Покрови Пресвятої Богородиці                  | 25.03.25      |                |
| 1888 | с. Сокіл               | Хмельницька      | Церква Святого Михайла                               | 26.03.25      |                |
| 1889 | с. Варварівка          | Житомирська      | Церква Різдва Пресвятої Богородиці                   | 27.03.25      | Без настоятеля |
| 1890 | с. Вовчинець           | Чернівецька      | Церква Святого Володимира                            | 29.03.25      |                |
| 1891 | с. Верболози           | Вінницька        | Церква Архистратига Михайла                          | 30.03.25      |                |
| 1892 | с. Смяч                | Чернігівська     | Церква Святої Трійці                                 | 02.04.25      |                |
| 1893 | с. Данина              | Чернігівська     | Церква Святої Трійці                                 | 02.04.25      |                |
| 1894 | м. Черкаси             | Черкаська        | Церква Андрія Первозванного                          | 02.04.25      |                |
| 1895 | м. Черкаси             | Черкаська        | Церква Різдва Христового                             | 02.04.25      |                |
| 1896 | с. Телешівка           | Київська         | Церква Преображення Господнього                      | 05.04.25      |                |
| 1897 | с. Калинівка           | Житомирська      | Церква Воздвиження Хреста Господнього                | 08.04.25      |                |
| 1898 | с. Чорнявка            | Черкаська        | Церква святих першоверховних апостолів Петра і Павла | 16.04.25      | Без настоятеля |
| 1899 | с. Мрин                | Чернігівська     | Церква Успіння Богородиці                            | 03.05.25      |                |
| 1900 | с. Плоске              | Чернігівська     | Церква святих першоверховних апостолів Петра і Павла | 03.05.25      |                |
| 1901 | с. Банилів-Підгірний   | Чернівецька      | Церква Вознесіння Господнього                        | 04.05.25      |                |
| 1902 | с. Банилів-Підгірний   | Чернівецька      | Церква Святого Духа                                  | 04.05.25      |                |
| 1903 | с. Переяслівка         | Чернігівська     | Церква Святого Воскресіння Христового                | 07.05.25      |                |
| 1904 | м. Київ                | м. Київ          | Церква Кирила та Панаса Александрійських             | 11.05.25      |                |
| 1905 | с. Майдан-Копищенський | Житомирська      | Церква святих першоверховних апостолів Петра і Павла | 15.05.25      | Без настоятеля |
| 1906 | с. Аркадіївка          | Київська         | Церква Святого Преподобного Аркадія                  | 15.05.25      |                |
| 1907 | м. Чернівці            | Чернівецька      | Церква Покрови Пресвятої Богородиці                  | 18.05.25      |                |
| 1908 | м. Чернівці            | Чернівецька      | Церква Василя Великого                               | 18.05.25      |                |
| 1909 | м. Чернівці            | Чернівецька      | Церква Серафима Саровського                          | 18.05.25      |                |
| 1910 | с. Забріддя            | Житомирська      | Церква Різдва Богородиці                             | 01.06.25      |                |
| 1911 | с. Старосільці         | Житомирська      | Церква Успіння Богородиці                            | 03.06.25      | Без настоятеля |
| 1912 | с. Зоря                | Дніпропетровська | Церква Дванадцяти Апостолів                          | 08.06.25      |                |
| 1913 | с. Тростянчик          | Вінницька        | Церква Івана Богослова                               | 14.06.25      |                |
| 1914 | с. Ожеве               | Чернівецька      | Церква Параскеви Сербської                           | 15.06.25      |                |
| 1915 | с. Коболчин            | Чернівецька      | Церква Святого Миколи                                | 21.06.25      |                |
| 1916 | с. Пехи                | Волинська        | Церква Святої Покрови                                | 23.06.25      |                |
| 1917 | с. Степанівка          | Полтавська       | Церква Всіх Святих                                   | 23.06.25      |                |
| 1918 | с. Москаленки          | Черкаська        | Церква святих першоверховних апостолів Петра і Павла | 11.07.25      |                |
| 1919 | с. Нагоряни            | Чернівецька      | Церква Різдва Пресвятої Богородиці                   | 13.07.25      |                |
| 1920 | с. Кошелівка           | Житомирська      | Церква Святого Іллі                                  | 14.07.25      | Без настоятеля |
| 1921 | с. Садки               | Житомирська      | Церква Успіння Пресвятої Богородиці                  | 15.07.25      | Без настоятеля |
| 1922 | с. Зарубинці           | Житомирська      | Церква Покрови Пресвятої Богородиці                  | 31.07.25      |                |
| 1923 | с. Великий Щимель      | Чернігівська     | Церква Святої Марії                                  | 05.08.25      | Без настоятеля |
| 1924 | с. Киселівка           | Чернігівська     | Церква Івана Богослова                               | 05.08.25      |                |
| 1925 | с. Новокостянтинів     | Хмельницька      | Церква Успіння Пресвятої Богородиці                  | 12.08.25      |                |
| 1926 | с. Бронники            | Рівненська       | Церква Покрови Пресвятої Богородиці                  | 15.08.25      |                |

🟥 — парафія не перейшла (попри повідомлення про перехід) або повернулась в УПЦ МП

## Інтерактивна карта переходів
У разі виявлення відсутніх записів у таблиці вище, додайте з цієї карти: 